# 王根
王 根（おう こん、? - 紀元前6年）は、前漢後期の人物。字は稚卿。魏郡元城県委粟里の出身。
王禁の子で、成帝の生母の皇太后王氏（王政君）、及び成帝の執政（大将軍）となった王鳳の異母弟。河平2年（紀元前27年）に兄弟4人（王譚・王商・王立・王逢時）と共に列侯（曲陽侯）に封ぜられ、「五侯」と呼ばれた。
王鳳が権力を握る中、王商たち兄弟は奢侈を競った。王根の屋敷内の庭園は皇帝の宮殿を模したものであり、そのことが民間で歌にされるほどだった。
王鳳死後、従兄弟の王音が執政を継いだ後、成帝はお忍びで城下を歩いた際に王根の屋敷のことを知り、王根らの奢侈や僭上に激怒すると、王根らは斧を背負って皇帝に謝罪し、なんとか誅殺を免れた。
元延元年（紀元前12年）に光禄勲となり、同年に大司馬・大将軍の座にあった兄の王商が死ぬと、汚職事件への関与が疑われていた王立を飛び越えて王根が後継者となり、大司馬・驃騎将軍となった。
綏和元年（紀元前8年）、後継者に恵まれなかった成帝が皇太子を選ぶ際、王根は成帝の甥にあたる定陶王（後の哀帝）の祖母の傅氏から賄賂を受け、そこで王根は定陶王を推薦した。定陶王が皇太子となった後、王根は引退し、後任として甥に当たる王莽を推薦した。
綏和2年（紀元前7年）に成帝が急死し皇太子（哀帝）が即位すると、当初は自分を推薦してくれたことから封邑2000戸を加増し優遇したが、司隷校尉の解光が王根のそれまでの奢侈や僭上、成帝の死後に宴会を開いたことなどを摘発したため、封国に行かされることとなった。
建平元年（紀元前6年）に王根は死亡した。煬侯と諡された。曲陽侯は子の王渉が継いだ。
王莽が新を建てると、王莽は王根が自分を推薦したことに恩を感じていたため、「曲陽」という封国名が良くないと思い、王根の諡を直道譲公と改め、王渉を直道国の後継者とした。王渉は後に王莽に対する反乱を計画するが発覚し、自殺した。